# Musikjahr 1969
Liste der Musikjahre

◄◄ | ◄ | 1965 | 1966 | 1967 | 1968 | Musikjahr 1969 | 1970 | 1971 | 1972 | 1973 | ► | ►►

Weitere Ereignisse · Country-Musik
Dieser Artikel behandelt das Musikjahr 1969.

## Ereignisse

### Populäre Musik und Jazz
- 02. Januar: Die Beatles beginnen in den Twickenham Film Studios mit den Dreharbeiten für den Dokumentarfilm Let It Be.
- 10. Januar: Die Rockband Led Zeppelin veröffentlicht ihr gleichnamiges Debüt-Album, auf dem sich unter anderem der Song Dazed and Confused befindet.
- 30. Januar: The Beatles spielen auf dem Dach der Apple-Studios in London ihr letztes Live-Konzert; hierfür gab es weder Promotion noch Tickets. Wegen eines drohenden Verkehrschaos muss das Konzert nach 42 Minuten abgebrochen werden.
- 18. Februar: Im CBS 30th Street Studio in New York nimmt Miles Davis unter anderem mit Chick Corea, Herbie Hancock, Wayne Shorter und Joe Zawinul das Fusion-Album In a Silent Way auf.
- 24. Februar: Im kalifornischen San Quentin State Prison nimmt Johnny Cash das Live-Album At San Quentin auf.
- 20. März: Das Beatles-Mitglied John Lennon und die Künstlerin Yoko Ono heiraten in Gibraltar.
- 24. März: Die LP Mothermania der sich im selben Jahr in ihrer Originalbesetzung auflösenden Progressive-Rock-Band The Mothers of Invention kommt auf den Markt. Sie enthält neu arrangierte, teilweise ungekürzte und nicht-zensierte Fassungen bereits zuvor veröffentlichter Stücke und gilt heute unter Sammlern als begehrte Rarität.
- 24. März: Das frischvermählte Künstlerpaar John Lennon und Yoko Ono lädt die Öffentlichkeit ein zum Bed-In, indem es vom Bett eines Amsterdamer Hotelzimmers aus Interviews gibt, um so das öffentliche Interesse an seinen Flitterwochen zu nutzen, sich auf künstlerische Weise für den Weltfrieden einzusetzen.
- 01. Juni: Während eines „Bed-ins“ von John Lennon und Yoko Ono in Montreal wird das Lied Give Peace a Chance eingespielt.
- 07. Juni: Die Gruppe Blind Faith gibt vor 100.000 Besuchern ihr eintrittsfreies Debütkonzert im Londoner Hyde Park.
- 21. Juni: Neben Volker Kriegel/Dave Pike, Hans Dulfer sowie Coloseum spielen beim Montreux Jazz Festival 1969 Eddie Harris und Les McCann, deren Live-Mitschnitt Swiss Movement einen Kultstatus erreichte.
- 05. Juli: Beim Gratis-Open-Air-Konzert im Londoner Hyde Park gedenken The Rolling Stones ihres zwei Tage zuvor im Alter von 27 Jahren verstorbenen Bandgründers Brian Jones.
- 08. August: Die Beatles nehmen an diesem Tag die Bilder für ihr berühmtes und später in der Musik und Kunstszene oft nachgestelltes Albumcover zu ihrem letzten gemeinsamen Studioalbum „Abbey Road“ auf. Ort der historischen Session ist der daraufhin weltbekannt gewordene, seitdem oft von Fans aus aller Welt besuchte Zebrastreifen auf der vor dem Gebäude verlaufenden Straße, direkt vor dem gleichnamigen, dem Album titelgebenden Tonstudio in St. John’s Wood, London.
- 15. August: In Bethel im Bundesstaat New York beginnt das dreitägige Woodstock-Festival. Das Musikfestival gilt als sichtbarer Höhepunkt der Hippie-Bewegung in den Vereinigten Staaten.
- 30./31. August: Beim zweiten Isle of Wight Festival treten vor 150.000 Zuschauern Bob Dylan, Joe Cocker, Aynsley Dunbar, Family, Richie Havens, The Moody Blues, The Nice und Pentangle auf.
- 13. September: Beim Toronto Rock and Roll Revival tritt John Lennon erstmals mit der Plastic Ono Band auf, u. a. mit Eric Clapton. Wenige Tage später verlässt Lennon die Beatles. Bei diesem Festival tritt auch der noch weitgehend unbekannte Alice Cooper auf, der ein lebendes Huhn Richtung Publikum wirft, wo das Tier in Stücke gerissen wird.
- 24. September: Das Concerto for Group and Orchestra wird erstmals von Deep Purple mit dem Royal Philharmonic Orchestra unter der Leitung von Malcolm Arnold in der Royal Albert Hall in London aufgeführt.
- 26. September: In Großbritannien kommt Abbey Road auf den Markt – das letzte von den Beatles gemeinsam aufgenommene Album. Das von Iain MacMillan aufgenommene Photo auf dem Cover des Albums heizt die Paul is dead-Verschwörungstheorie weiter an.
- 22. Oktober: Led Zeppelin II, das zweite Album von Led Zeppelin, wird veröffentlicht.
- 29. November: Die Rolling Stones veröffentlichen das Studioalbum Let It Bleed. Es ist das letzte Album, an dem Brian Jones mitwirkt.
- 06. Dezember: Während des Altamont Free Concert der Rolling Stones wird der Zuschauer Meredith Hunter von einem als Ordner fungierenden Mitglied der Hells Angels niedergestochen, nachdem er eine Schusswaffe gezogen hat; Hunter stirbt auf dem Weg ins Krankenhaus. Die Tat wird von drei Kamerateams mitgefilmt und ist Bestandteil des Dokumentarfilms Gimme Shelter von Charlotte Zwerin.
- 12.–14. Dezember: Beim Free Jazz Meeting Baden-Baden treffen europäische Avantgardemusiker auf das Art Ensemble of Chicago.
- 31. Dezember: Der durch die Auftritte der Beatles legendär gewordene Hamburger Star-Club schließt.

### Klassische Musik und Musiktheater
- 16. März: Das Ballett Der Widerspenstigen Zähmung von John Cranko (Libretto, Choreografie) und Kurt-Heinz Stolze (Musik) wird vom Stuttgarter Ballett im Großen Haus der Württembergischen Staatstheater in Stuttgart uraufgeführt.
- 30. April: Die Oper Maître Pathelin oder Die Hammelkomödie von Rainer Kunad wird an der Staatsoper in Dresden uraufgeführt.
- 15. Mai: Die Oper Das Märchen von der schönen Lilie von Giselher Klebe wird bei den Schwetzinger Festspielen uraufgeführt.
- 20. Juni: Die Oper Die Teufel von Loudun von Krzysztof Penderecki wird an der Hamburgischen Staatsoper uraufgeführt.
- 29. Juni: Beim Holland Festival hat die antiimperialistische Oper Reconstructie, ein Gemeinschaftswerk von Jan van Vlijmen, Louis Andriessen, Misha Mengelberg, Peter Schat, Reinbert de Leeuw und Harry Mulisch, Premiere.
- 25. September: Die Uraufführung der Oper 200.000 Taler von Boris Blacher findet in der Deutschen Oper Berlin statt.
- 29. September: Uraufführung der Sinfonie Nr. 14 von Dmitri Schostakowitsch in Leningrad unter der Leitung von Rudolf Barschai.
- 13. Dezember: Am Cuvilliés-Theater in München erfolgt die Uraufführung der Oper Die Geschichte von Aucassin und Nicolette von Günter Bialas.
- 19. Dezember: An der Deutschen Oper Berlin erfolgt die Uraufführung der Oper Lanzelot von Paul Dessau.

### Film und Fernsehen
- 18. Januar: Die erste Sendung der ZDF-Hitparade mit Dieter Thomas Heck als Moderator wird ausgestrahlt.
- 26. Februar: Der Film Z, ein Politthriller des Regisseurs Costa-Gavras, wird erstmals in Frankreich aufgeführt. Die Filmmusik stammt von Mikis Theodorakis.
- 09. März: Im ZDF ist die erste Peter-Alexander-Show zu sehen.
- 14. August: In den bundesdeutschen Filmtheatern läuft der Sergio-Leone-Western Spiel mir das Lied vom Tod an. Die Musik stammt von Ennio Morricone.

## Musikcharts

### Deutschland
| Position | Singles                             |
| -------- | ----------------------------------- |
|          |                                     |
| 1        | Eloise Barry Ryan                   |
| 2        | Oh Happy Day Edwin Hawkins Singers  |
| 3        | Mendocino Sir Douglas Quintet       |
| 4        | Es geht eine Träne auf Reisen Adamo |
| 5        | Heidschi Bumbeidschi Heintje        |
| 6        | Das Mädchen Carina Roy Black        |
| 7        | Ich denk’ an Dich Roy Black         |
| 8        | Pretty Belinda Chris Andrews        |
| 9        | In the Ghetto Elvis Presley         |
| 10       | Mendocino Michael Holm              |

Die längsten Nummer-eins-Singles
Lieder, die die meiste Zeit während eines anderen Jahres auf Platz 1 der Charts verbrachten, werden hier nicht aufgeführt.
1. Barry Ryan – Eloise; Zager & Evans – In the Year 2525 (Exordium & Terminus) (jeweils 1½ Monate)

Alle weiteren Lieder waren einen halben oder einen Monat auf Platz 1 gelistet.
Die längsten Nummer-eins-Alben
Alben, die die meiste Zeit während eines anderen Jahres auf Platz 1 der Charts verbrachten, werden hier nicht aufgeführt.
1. The Beatles – The Beatles (White Album); James Last – Non Stop Dancing 8 (jeweils 2 Monate)
2. Heintje – Heintje (1½ Monate)

Alle weiteren Alben waren einen halben oder einen Monat auf Platz 1 gelistet.
Alle Nummer-eins-Hits und die Hits des Jahres

### Österreich
| Position | Singles                                                 |
| -------- | ------------------------------------------------------- |
|          |                                                         |
| 1        | Mendocino Sir Douglas Quintet                           |
| 2        | Pretty Belinda Chris Andrews                            |
| 3        | Liebesleid Peter Alexander                              |
| 4        | Proud Mary Creedence Clearwater Revival                 |
| 5        | Eloise Barry Ryan                                       |
| 6        | Sometimes Mireille Mathieu                              |
| 7        | Je t’aime … moi non plus Jane Birkin & Serge Gainsbourg |
| 8        | Crimson and Clover Tommy James & the Shondells          |
| 9        | Es geht eine Träne auf Reisen Adamo                     |
| 10       | Oh Happy Day The Edwin Hawkins Singers                  |

Die längsten Nummer-eins-Singles
Lieder, die die meiste Zeit während eines anderen Jahres auf Platz 1 der Charts verbrachten, werden hier nicht aufgeführt.
1. The Beatles – Ob-La-Di, Ob-La-Da; The Beatles – The Ballad of John and Yoko; Jane Birkin & Serge Gainsbourg – Je t’aime … moi non plus (jeweils 9 Wochen)
2. Leapy Lee – Little Arrows (7 Wochen)
3. The Beatles – Get Back (5 Wochen)

Alle Nummer-eins-Hits und die Hits des Jahres

### Schweiz
| Position | Singles                                        |
| -------- | ---------------------------------------------- |
|          |                                                |
| 1        | Eloise Barry Ryan                              |
| 2        | Ob-La-Di, Ob-La-Da The Beatles                 |
| 3        | Crimson and Clover Tommy James & the Shondells |
| 4        | Atlantis Donovan                               |
| 5        | Sorry Suzanne The Hollies                      |
| 6        | Get Back / Don’t Let Me Down The Beatles       |
| 7        | The Ballad of John and Yoko The Beatles        |
| 8        | Oh Happy Day Edwin Hawkins Singers             |
| 9        | Mendocino Sir Douglas Quintet                  |
| 10       | In the Ghetto Elvis Presley                    |

Die längsten Nummer-eins-Singles
Lieder, die die meiste Zeit während eines anderen Jahres auf Platz 1 der Charts verbrachten, werden hier nicht aufgeführt.
1. Minstrels – Grüezi wohl Frau Stirnimaa (9 Wochen)
2. Jane Birkin & Serge Gainsbourg – Je t’aime … moi non plus (8 Wochen)
3. The Beatles – Ob-La-Di, Ob-La-Da (6 Wochen)

Alle Nummer-eins-Hits und die Hits des Jahres

### Vereinigtes Königreich
| Singles                                                 | Position | Alben                                                                                         |
| ------------------------------------------------------- | -------- | --------------------------------------------------------------------------------------------- |
|                                                         |          |                                                                                               |
| My Way Frank Sinatra                                    | 1        | Abbey Road The Beatles                                                                        |
| Je t’aime … moi non plus Jane Birkin & Serge Gainsbourg | 2        | Led Zeppelin II Led Zeppelin                                                                  |
| Gentle on My Mind Dean Martin                           | 3        | The Best of the Seekers The Seekers                                                           |
| Honky Tonk Women The Rolling Stones                     | 4        | The Sound of Music (Soundtrack)                                                               |
| Saved by the Bell Robin Gibb                            | 5        | His Orchestra, His Chorus, His Singers, His Sound Ray Conniff                                 |
| Nobody’s Child Karen Young                              | 6        | Johnny Cash at San Quentin Johnny Cash                                                        |
| Get Back The Beatles & Billy Preston                    | 7        | Oliver (Original Soundtrack)                                                                  |
| Please Don’t Go Donald Peers                            | 8        | According to My Heart Jim Reeves                                                              |
| I’ll Never Fall in Love Again Bobbie Gentry             | 9        | Goodbye Mary Hopkin                                                                           |
| Dizzy Tommy Roe                                         | 10       | Diana Ross & the Supremes Join the Temptations Diana Ross & the Supremes with the Temptations |

Die längsten Nummer-eins-Singles
Lieder, die die meiste Zeit während eines anderen Jahres auf Platz 1 der Charts verbrachten, werden hier nicht aufgeführt.
1. The Archies – Sugar, Sugar (8 Wochen)
2. The Beatles & Billy Preston – Get Back (6 Wochen)
3. The Rolling Stones – Honky Tonk Women (5 Wochen)

Die längsten Nummer-eins-Alben
Alben, die die meiste Zeit während eines anderen Jahres auf Platz 1 der Charts verbrachten, werden hier nicht aufgeführt.
1. The Beatles – Abbey Road (13 Wochen)
2. The Seekers – The Best of the Seekers (6 Wochen)
3. Jethro Tull – Stand Up (5 Wochen)

Alle Nummer-eins-Hits und die Hits des Jahres

### Vereinigte Staaten
Die längsten Nummer-eins-Singles
Lieder, die die meiste Zeit während eines anderen Jahres auf Platz 1 der Charts verbrachten, werden hier nicht aufgeführt.
1. The Fifth Dimension – Aquarius/Let the Sunshine In; Zager & Evans – In the Year 2525 (Exordium & Terminus) (jeweils 6 Wochen)
2. The Beatles & Billy Preston – Get Back (5 Wochen)
3. Marvin Gaye – I Heard It Through the Grapevine; Sly & the Family Stone – Everyday People; Tommy Roe – Dizzy; The Rolling Stones – Honky Tonk Women; The Archies – Sugar, Sugar (jeweils 4 Wochen)

Die längsten Nummer-eins-Alben
Alben, die die meiste Zeit während eines anderen Jahres auf Platz 1 der Charts verbrachten, werden hier nicht aufgeführt.
1. Original Broadway Cast – Hair (13 Wochen)
2. The Beatles – The Beatles (White Album) (9 Wochen)
3. The Beatles – Abbey Road (8 Wochen)

Alle Nummer-eins-Hits und die Hits des Jahres

### Charts in weiteren Ländern
Siehe auch: Nummer-eins-Hits 1969 in  Australien, Belgien, Deutschland, Finnland, Frankreich, Irland, Italien, Japan, Kanada, Neuseeland, den Niederlanden, Norwegen, Österreich, der Schweiz, Spanien, den Vereinigten Staaten und im Vereinigten Königreich.

## Musikpreise und Ehrungen
Im Jahr 1969 wurden bedeutende Musikpreise verliehen, darunter:
- Grammy Awards 1969 – Simon & Garfunkel, The Beatles, Jimi Hendrix u. a.
- Zilveren Harp – niederländischer Musikpreis
- GMA Dove Award 1969 - Amerikanischer Musikpreis im Bereich der Gospelmusik

### Musikwettbewerbe
Eurovision Song Contest
1. Salomé: Vivo cantando
2. Lulu: Boom Bang-a-Bang
3. Lenny Kuhr: De troubadour
4. Frida Boccara: Un jour, un enfant
5. Paola del Medico: Bonjour, bonjour

## Musikfestivals und -tourneen
- Woodstock-Festival (15.–18. August)
- Isle of Wight Festival (29.–31. August)
- Altamont Free Concert (6. Dezember)
- New Orleans Pop Festival
- Palm Beach Music and Art Festival
- The Rolling Stones Tour in den USA

## Trends und Entwicklungen

### Künstler und Bands
Im Jahr 1969 waren einige Künstler und Bands besonders präsent und erfolgreich, darunter:
- The Beatles – Mit Abbey Road
- Led Zeppelin – Mit Led Zeppelin II
- The Rolling Stones – Mit Let It Bleed
- Jimi Hendrix – Mit Electric Ladyland
- The Who – Mit Tommy

### Genres und Stilrichtungen
Im Jahr 1969 erlebten bestimmte Genres und Stilrichtungen einen Aufschwung, darunter:
- Psychedelic Rock – Mit Künstlern wie Jimi Hendrix, Jefferson Airplane und Pink Floyd
- Hard Rock und Heavy Metal – Mit Bands wie Led Zeppelin, Black Sabbath und Deep Purple
- Folk-Rock – Mit Künstlern wie Bob Dylan, Crosby, Stills, Nash & Young und Joni Mitchell
- Fusion: Mit Künstlern wie Miles Davis (In a Silent Way), Tony Williams (Emergency!), Frank Zappa (Hot Rats)

### Politische und soziale Themen
Musik im Jahr 1969 reflektierte stark die politischen und sozialen Umbrüche der Zeit, insbesondere durch Texte zu Themen wie Vietnamkrieg, Bürgerrechte und Gegenkultur.

### Kulturelle Einflüsse
Bestimmte Songs und Alben von 1969 entwickelten sich zu kulturellen Phänomenen, die über die Musik hinaus Einfluss auf Mode, Popkultur und den allgemeinen Zeitgeist hatten.

### Musikalische Einflüsse und gesellschaftliche Bedeutung

#### Einfluss der Festivals
Das Woodstock-Festival 1969 gilt als Höhepunkt der Hippiebewegung und prägte eine ganze Generation. Es war ein Symbol für Frieden, Musik und Gegenkultur.

#### Politische Bedeutung
Musik war 1969 ein wichtiges Medium für politische und soziale Botschaften. Künstler wie Bob Dylan, The Beatles und Joan Baez nutzten ihre Plattform, um gegen den Vietnamkrieg und für Bürgerrechte zu protestieren.

## Gründungen
- Bang – US-amerikanische Hard-Rock- und Proto-Doom-Band
- Brownsville Station – US-amerikanische Rockband
- Love Unlimited – US-amerikanisches weibliches Gesangstrio
- Matti ja Teppo – finnisches Schlagerduo
- Supertramp – britische Pop-/Rockband

## Neuveröffentlichungen (Auswahl)

### Lieder und Kompositionen
| Lied                                           | Text                             | Musik                            | Erstinterpret                | Label                                   | Veröffentlichung  | Genre                                 | Album                                                | Weitere Informationen                                                                  |
| ---------------------------------------------- | -------------------------------- | -------------------------------- | ---------------------------- | --------------------------------------- | ----------------- | ------------------------------------- | ---------------------------------------------------- | -------------------------------------------------------------------------------------- |
| Alle Abenteuer dieser Erde                     | Georg Buschor                    | Christian Bruhn                  | Freddy Quinn                 | Polydor                                 | 1969              | Schlager                              | Freddy heute                                         |                                                                                        |
| Als ich noch ein Junge war (Das gehört zu mir) | Michael Holm, Gunter Lex         | Peter Moesser                    | Freddy Quinn                 | Polydor                                 | 31. August 1969   | Schlager                              | Der Junge von St. Pauli                              |                                                                                        |
| Bad Moon Rising                                | John Fogerty                     | John Fogerty                     | Creedence Clearwater Revival | Fantasy Records                         | 16. April 1969    | Rockabilly, Blues-Rock                | Green River                                          |                                                                                        |
| Bonjour, bonjour                               | Henry Mayer, Jack Stark          | Henry Mayer, Jack Stark          | Paola del Medico             | Decca Records                           | 29. März 1969     | Schlager                              | Die grossen Erfolge                                  |                                                                                        |
| Come Saturday Morning                          | Fred Karlin, Dory Previn         | Fred Karlin, Dory Previn         | The Sandpipers               | A&M Records                             | 1969              | Filmsong                              |                                                      |                                                                                        |
| Compared to What                               | Gene McDaniels                   | Gene McDaniels                   | Roberta Flack                | Atlantic Records                        | 1969              | Protestsong                           | First Take                                           |                                                                                        |
| Down by the River                              | Neil Young                       | Neil Young                       | Neil Young mit Crazy Horse   | Reprise Records                         | 14. Mai 1969      | Psychedelic Rock                      | Everybody Knows This Is Nowhere                      |                                                                                        |
| Down on the Corner                             | John Fogerty                     | John Fogerty                     | Creedence Clearwater Revival | Fantasy Records                         | Oktober 1969      | Rock ’n’ Roll, Roots Rock, Swamp Rock | Willy and the Poor Boys                              |                                                                                        |
| Fortunate Son                                  |                                  |                                  | Creedence Clearwater Revival | Fantasy Records                         | Oktober 1969      | Rocksong                              | Willy and the Poor Boys                              |                                                                                        |
| Get Back                                       | Lennon/McCartney                 | Lennon/McCartney                 | The Beatles                  | Apple Records                           | 11. April 1969    | Rocksong                              | Let It Be                                            | auf dem Album in einer abweichenden Version                                            |
| Gyöngyhajú lány                                | Anna Adamis                      | Gábor Presser                    | Omega                        | Qualiton (Hungaroton)                   | 1969              | Beatmusik, Space Rock                 | 10000 lépés                                          |                                                                                        |
| Jean                                           | Rod McKuen                       | Rod McKuen                       | Rod McKuen                   |                                         | 1969              | Filmsong                              |                                                      | Titelsong des 1969 erschienenen Films Die besten Jahre der Miss Jean Brodie            |
| Petit bonheur                                  | Salvatore Adamo                  | Salvatore Adamo                  | Adamo                        | Columbia Records, La voix de son maître | November 1969     | Chanson                               |                                                      |                                                                                        |
| Stille Wasser, die sind tief                   | Werner Raschek, Günter Sonneborn | Werner Raschek, Günter Sonneborn | Paola                        | Decca Records                           | Juli 1969         | Schlager                              | Die großen Erfolge                                   |                                                                                        |
| Sweet Caroline                                 | Neil Diamond                     | Neil Diamond                     | Neil Diamond                 |                                         | 28. Mai 1969      | Softrock                              | Brother Love’s Travelling Salvation Show             | erreichte Platz 4 in den US-amerikanischen Billboard Hot 100                           |
| We Have All the Time in the World              | Hal David                        | John Barry                       | Louis Armstrong              | Warner Bros. Records                    | 21. November 1969 | Pop                                   | On Her Majesty’s Secret Service: Original Soundtrack | war Teil des Soundtracks von James Bond 007 – Im Geheimdienst Ihrer Majestät; Hit 1994 |
| Wooden Ships                                   | Stephen Stills, Paul Kantner     | David Crosby                     | Crosby, Stills & Nash        | Atlantic                                | 1969              | Jazzrock, Psychedelic Rock            | Crosby, Stills & Nash                                |                                                                                        |
| You Can’t Always Get What You Want             | Jagger/Richards                  | Jagger/Richards                  | The Rolling Stones           |                                         | 4. Juli 1969      | Rocksong                              | Let It Bleed                                         | Erreichte Platz 42 in den US-amerikanischen Billboard Hot 100                          |

### Alben
| Album                                      | Interpret                                                    | Label                                     | Veröffentlichung   | Genre                                         | Weitere Informationen |
| ------------------------------------------ | ------------------------------------------------------------ | ----------------------------------------- | ------------------ | --------------------------------------------- | --------------------- |
| A Jackson in Your House                    | Art Ensemble of Chicago                                      | BYG Actuel, Metronome Records             | 1969               | Creative Jazz                                 |                       |
| Abbey Road                                 | The Beatles                                                  | Apple / EMI / Universal Music Group       | 26. September 1969 | Rock, symphonischer Rock                      |                       |
| Ball                                       | Iron Butterfly                                               | Atco Records                              | 17. Januar 1969    | Psychedelic Rock, Rock                        | Debütalbum            |
| Bayou Country                              | Creedence Clearwater Revival                                 | Fantasy Records                           | 10. Januar 1969    | Rock                                          |                       |
| Comme à la radio                           | Brigitte Fontaine, Areski Belkacem & Art Ensemble of Chicago | Saravah                                   | 1969               | Chanson, Jazz                                 |                       |
| Concerto for Group and Orchestra           | Deep Purple                                                  | Harvest Records, Tetragrammaton Records   | Dezember 1969      | Rock, Progressive Rock, Klassik               | Livealbum             |
| Crosby, Stills & Nash                      | Crosby, Stills and Nash                                      | Atlantic Records                          | 29. Mai 1969       | Folk Rock                                     | Debütalbum            |
| David Bowie (Space Oddity)                 | David Bowie                                                  | Philips Records, Mercury Records          | 4. November 1969   | Folk Rock, Progressive Rock, Psychedelic Folk |                       |
| Deep Purple                                | Deep Purple                                                  | Harvest Records                           | 21. Juni 1969      | Hard Rock                                     |                       |
| Eternal Rhythm                             | Don Cherry                                                   | MPS                                       | 1969               | Free Jazz                                     |                       |
| Extrapolation                              | John McLaughlin                                              | Polydor                                   | 1969               | Jazz                                          |                       |
| From Elvis in Memphis                      | Elvis Presley                                                | RCA Victor                                | 17. Juni 1969      | Rock, Country-Musik, Blues                    |                       |
| Green River                                | Creedence Clearwater Revival                                 | Fantasy Records                           | 5. August 1969     | Rock                                          |                       |
| In a Silent Way                            | Miles Davis                                                  | Columbia Records                          | 1969               | Jazz                                          |                       |
| In the Court of the Crimson King           | King Crimson                                                 | Island Records, Atlantic Records          | 10. Oktober 1969   | Progressive Rock                              |                       |
| Johnny Winter                              | Johnny Winter                                                | Columbia Records                          | 15. April 1969     | Bluesrock, Blues                              |                       |
| Ketchaoua                                  | Clifford Thornton                                            | BYG Actuel                                | 1969               | Jazz                                          |                       |
| Led Zeppelin                               | Led Zeppelin                                                 | Atlantic Records                          | 10. Januar 1969    | Bluesrock, Hard Rock                          | Debütalbum            |
| Led Zeppelin II                            | Led Zeppelin                                                 | Atlantic Records                          | 22. Oktober 1969   | Hard Rock                                     |                       |
| Let It Bleed                               | The Rolling Stones                                           | Decca, London                             | 28. November 1969  | Rock, Blues, Country                          |                       |
| Message to Our Folks                       | Art Ensemble of Chicago                                      | BYG Records                               | 1969               | Creative Jazz                                 |                       |
| More                                       | Pink Floyd                                                   | Columbia Records, Tower Records           | 13. Juni 1969      | Psychedelic Rock                              | Soundtrack            |
| Nothing Is...                              | Sun Ra                                                       | ESP-Disk                                  | 1969               | Jazz                                          |                       |
| People in Sorrow                           | Art Ensemble of Chicago                                      | Pathé, Nessa                              | 1969               | Jazz                                          |                       |
| Prayer for Peace                           | Amalgam                                                      | Transatlantic Records, NoBusiness Records | 1969               | Jazz                                          |                       |
| Second Winter                              | Johnny Winter                                                | Columbia Records                          | 27. Oktober 1969   | Bluesrock, Psychedelic Rock                   |                       |
| Spare Parts                                | Status Quo                                                   | Pye Records                               | 26. September 1969 | Psychedelic Rock                              |                       |
| Stand Up                                   | Jethro Tull                                                  | Island, Chrysalis                         | 1. August 1969     | Rock, Folk-Rock, Progressive Rock             |                       |
| Stand!                                     | Sly and the Family Stone                                     | Epic Records                              | 3. Mai 1969        | Funk, Psychedelic Soul                        |                       |
| The Giant Is Awakened                      | Horace Tapscott                                              | Flying Dutchman Records                   | 1969               | Jazz                                          |                       |
| Through the Past, Darkly (Big Hits Vol. 2) | The Rolling Stones                                           | Decca, London                             | 12. September 1969 | Rock                                          | Kompilation           |
| Tommy                                      | The Who                                                      | Polydor                                   | 23. Mai 1969       | Rockoper                                      |                       |
| Ummagumma                                  | Pink Floyd                                                   | Harvest Records, Columbia Records         | 25. Oktober 1969   | Psychedelic Rock, Artrock, Avantgarde-Rock    | Doppelalbum           |
| Volunteers                                 | Jefferson Airplane                                           | RCA Records                               | November 1969      | Psychedelic Rock, Country-Rock                |                       |
| Willy and the Poor Boys                    | Creedence Clearwater Revival                                 | Fantasy Records                           | 3. November 1969   | Rock                                          |                       |
| Yellow Submarine                           | The Beatles                                                  | Apple Records, EMI, Universal Music       | 13. Januar 1969    | Rock, Psychedelic Rock                        |                       |

## Geboren

### Januar
- 03. Januar: James Carter, US-amerikanischer Tenorsaxofonist
- 04. Januar: Douyé, nigerianische R&B- und Jazzsängerin
- 05. Januar: Brian Hugh Warner, Musiker und Mitglied der Rockband Marilyn Manson
- 11. Januar: Eden Atwood, US-amerikanische Jazz-Sängerin und Schauspielerin
- 12. Januar: Dickson Dee, chinesischer Klangkünstler, DJ, Turntablist, Komponist, Musikproduzent und -veranstalter
- 14. Januar: Dave Grohl, US-amerikanischer Musiker
- 15. Januar: Bo Van Der Werf, belgischer Jazzmusiker und Filmemacher
- 16. Januar: Per Yngve Ohlin, bekannt als „Dead“, schwedischer Sänger der norwegischen Black-Metal-Band Mayhem († 1991)
- 19. Januar: Pedro Moreira, portugiesischer Arrangeur und Bigband-Leader
- 24. Januar: Duane Eubanks, US-amerikanischer Jazztrompeter
- 28. Januar: Esmée Olthuis, niederländische Jazzsaxophonistin

### Februar
- 01. Februar: Joshua Redman, US-amerikanischer Jazz-Saxofonist
- 01. Februar: Patrick Wilson, US-amerikanischer Musiker, Sänger und Songwriter
- 01. Februar: Victor Smolski, belarussischer Musiker
- 02. Februar: João Aguardela, portugiesischer Sänger und Musiker († 2009)
- 02. Februar: Dana International, israelische Popsängerin
- 03. Februar: Karin Bachner, österreichische Jazzsängerin
- 03. Februar: Christophe Calpini, Schweizer Schlagzeuger
- 05. Februar: Bobby Brown, US-amerikanischer R&B-Sänger
- 06. Februar: Scott Amendola, US-amerikanischer Jazzschlagzeuger
- 07. Februar: Chris Minh Doky, dänischer Fusionmusiker
- 09. Februar: Mark Osegueda, US-amerikanischer Thrash-Metal-Sänger
- 10. Februar: Richie Goods, US-amerikanischer Bassist
- 10. Februar: Sandra Studer, Schweizer Sängerin und Fernsehmoderatorin
- 13. Februar: Sugaray Rayford, US-amerikanischer Soul-Blues-Sänger und Songwriter
- 14. Februar: Stefano Di Battista, italienischer Jazz-Saxofonist
- 15. Februar: Birdman, US-amerikanischer Rapper
- 19. Februar: Pejman Hadadi, iranischer Perkussionist, Komponist und Musikpädagoge
- 19. Februar: Araxi Karnusian, armenische Jazz-Saxofonistin
- 19. Februar: Ståle Storløkken, norwegischer Jazz- und Fusionmusiker
- 21. Februar: Corey Harris, US-amerikanischer Blues-Gitarrist, Sänger und Songschreiber
- 28. Februar: Efraim Trujillo, US-amerikanischer Jazz- und Fusionmusiker

### März
- 03. März:Titus Waldenfels, deutscher Gitarrist
- 05. März: MC Solaar, französischer Rap und Hip-Hop-Musiker
- 09. März: Izaline Calister, karibisch-niederländische Musikerin
- 11. März: Pete Droge, US-amerikanischer Singer-Songwriter und Musiker
- 13. März: Dana Hall, US-amerikanischer Jazz-Schlagzeuger
- 13. März: Susanna Mälkki, finnische Dirigentin
- 14. März: Antonio Ciacca, italo-amerikanischer Jazzmusiker und Kulturmanager
- 15. März: Elvir Laković Laka, bosnischer Sänger
- 17. März: Bernhard Röthlisberger, Schweizer Klarinettist und Musikpädagoge
- 18. März: Per Texas Johansson, schwedischer Jazzmusiker
- 22. März: Asaf Sirkis, israelischer Jazz- und Fusionmusiker
- 25. März: Cathy Dennis, Sängerin, Songwriterin und Produzentin
- 26. März: Mahsun Kırmızıgül, türkischer Sänger
- 27. März: Mariah Carey, US-amerikanische Sängerin
- 28. März: Andie Gabauer, österreichischer Sänger, Gitarrist, Komponist
- 29. März: Jason Rebello, britischer Pianist
- 30. März: Nuša Derenda, slowenische Popsängerin

### April
- 03. April: Ben Mendelsohn, australischer Schauspieler und Musiker
- 04. April: Leon, deutscher Schlagersänger
- 05. April: John Bishop, US-amerikanischer Jazzmusiker (Schlagzeug) und Musikproduzent
- 05. April: Evaristo Pérez, Schweizer Jazzmusiker (Piano, Komposition)
- 06. April: Claudio Cueni, Schweizer Musikproduzent, Toningenieur und Mixing Engineer
- 07. April: Marc Acardipane, deutscher Musikproduzent und DJ
- 07. April: Sal Da Vinci, italienisch-amerikanischer Sänger und Schauspieler
- 08. April: Yared Dibaba, deutscher Schauspieler, Moderator, Entertainer, Autor und Sänger
- 08. April: Dulce Pontes, portugiesische Sängerin, Tänzerin und Komponistin
- 11. April: Chalee Tennison, US-amerikanische Countrysängerin
- 15. April: Nikola David, deutscher Opernsänger und Kantor († 2024)
- 17. April: Kim Fisher, deutsche Sängerin, Fernsehmoderatorin, Schauspielerin und Autorin
- 29. April: İzel Çeliköz, türkische Popsängerin

### Mai
- 01. Mai: Hannes Võrno, estnischer Fernsehmoderator, Sänger und Politiker
- 06. Mai: Mathilde Grooss Viddal, norwegische Jazzmusikerin (Sopransaxophon, Bassklarinette, Komposition)
- 13. Mai: Buckethead, US-amerikanischer Musiker
- 13. Mai: Miles Griffith, US-amerikanischer Jazzsänger († 2025)
- 14. Mai: Irinel Anghel, rumänische Komponistin
- 14. Mai: Stephen DeCesare, US-amerikanischer Komponist und Sänger
- 28. Mai: Eric Fish, deutscher Musiker und Sänger von Subway to Sally
- 31. Mai: Mindi Abair, US-amerikanische Saxophonistin
- 31. Mai: Tony Cetinski, kroatischer Musiker und Sänger

### Juni
- 01. Juni: Damon Minchella, britischer Musiker
- 05. Juni: Brian McKnight, US-amerikanischer R&B-Sänger
- 07. Juni: Tom Reinbrecht, deutscher Jazzmusiker (Saxophon, Komposition, Arrangement)
- 11. Juni: Assif Tsahar, israelischer Jazzmusiker
- 15. Juni: Ice Cube, US-amerikanischer Rap-Musiker und Filmschauspieler
- 16. Juni: Luís Tinoco, portugiesischer Komponist und Musikpädagoge
- 17. Juni: Peter Rist, deutscher Musiker und Politiker
- 18. Juni: Dirk Brand, deutscher Schlagzeuger und Musikpädagoge
- 23. Juni: Achinoam Nini, israelische Sängerin und Liedermacherin
- 28. Juni: Jana Groß, deutsche Singer-Songwriterin
- 30. Juni: Fredrik Carlquist, schwedischer Jazzmusiker (Saxophone, Komposition)

### Juli
- 03. Juli: Alain Whyte, englischer Gitarrist
- 05. Juli: Robert Diggs, US-amerikanischer Rap-Musiker
- 07. Juli: Clemens Haipl, österreichischer Autor, Zeichner, Kabarettist und Musikproduzent
- 10. Juli: Jonas Kaufmann, deutsch-österreichischer Opernsänger (Tenor)
- 11. Juli: John Kiffmeyer, US-amerikanischer Musiker
- 12. Juli: Jesse Pintado, US-amerikanischer E-Gitarrist († 2006)
- 12. Juli: Marcin Wierzbicki, polnischer Komponist und Musikpädagoge
- 24. Juli: Jennifer Lopez, US-amerikanische Sängerin, Tänzerin, Schauspielerin, Filmproduzentin und Designerin
- 26. Juli: Bajram Gigolli, kosovarischer Sänger
- 28. Juli: Nilze Carvalho, brasilianische Mandolinistin, Cavaquinhospielerin, Sängerin und Komponistin
- 31. Juli: Miltos Paschalidis, griechischer Musiker, Komponist und Sänger

### August
- 01. August: Norbert Zeilberger, österreichischer Organist, Cembalist und Hammerklavierspieler († 2012)
- 04. August: Max Cavalera, brasilianischer Rockmusiker
- 06. August: Lisbeth Diers, dänische Jazzmusikerin (Perkussion, Schlagzeug, Komposition)
- 06. August: Elliott Smith, US-amerikanischer Songwriter und Musiker († 2003)
- 12. August: Albert Castiglia, US-amerikanischer Bluessänger, Songwriter und Gitarrist
- 12. August: Tanita Tikaram, britische Singer-Songwriterin
- 17. August: Dot Allison, schottische Sängerin
- 19. August: Urs Wiesendanger, Schweizer Musiker, Komponist, Produzent und Arrangeur
- 19. August: Nate Dogg, US-amerikanischer Sänger und Musiker († 2011)
- 21. August: Sharon Brauner, deutsche Schauspielerin und Musikerin
- 26. August: Daníel Ágúst Haraldsson, isländischer Künstler
- 27. August: Christof Straub, österreichischer Musiker und Komponist
- 31. August: Jeff Russo, US-amerikanischer Komponist, Gitarrist und Musikproduzent

### September
- 02. September: Dorothee Oberlinger, deutsche Blockflötistin
- 04. September: Moses Brings Plenty, US-amerikanischer Schauspieler und Musiker
- 11. September: Kanak Chapa, bangladeschische Sängerin
- 11. September: Toni-L, deutscher Musiker und Rapper
- 16. September: Justine Elinor Frischmann, britisch-amerikanische Musikerin
- 16. September: Reiner Kirsten, deutscher Volksmusiksänger
- 19. September: Jóhann Jóhannsson, isländischer Komponist († 2018)
- 19. September: Candy Dulfer, niederländische Saxophonistin und Jazz-Musikerin
- 21. September: Billy Boyo, jamaikanischer Kinderstar-DJ der frühen Reggae-Dancehalls († 2000)

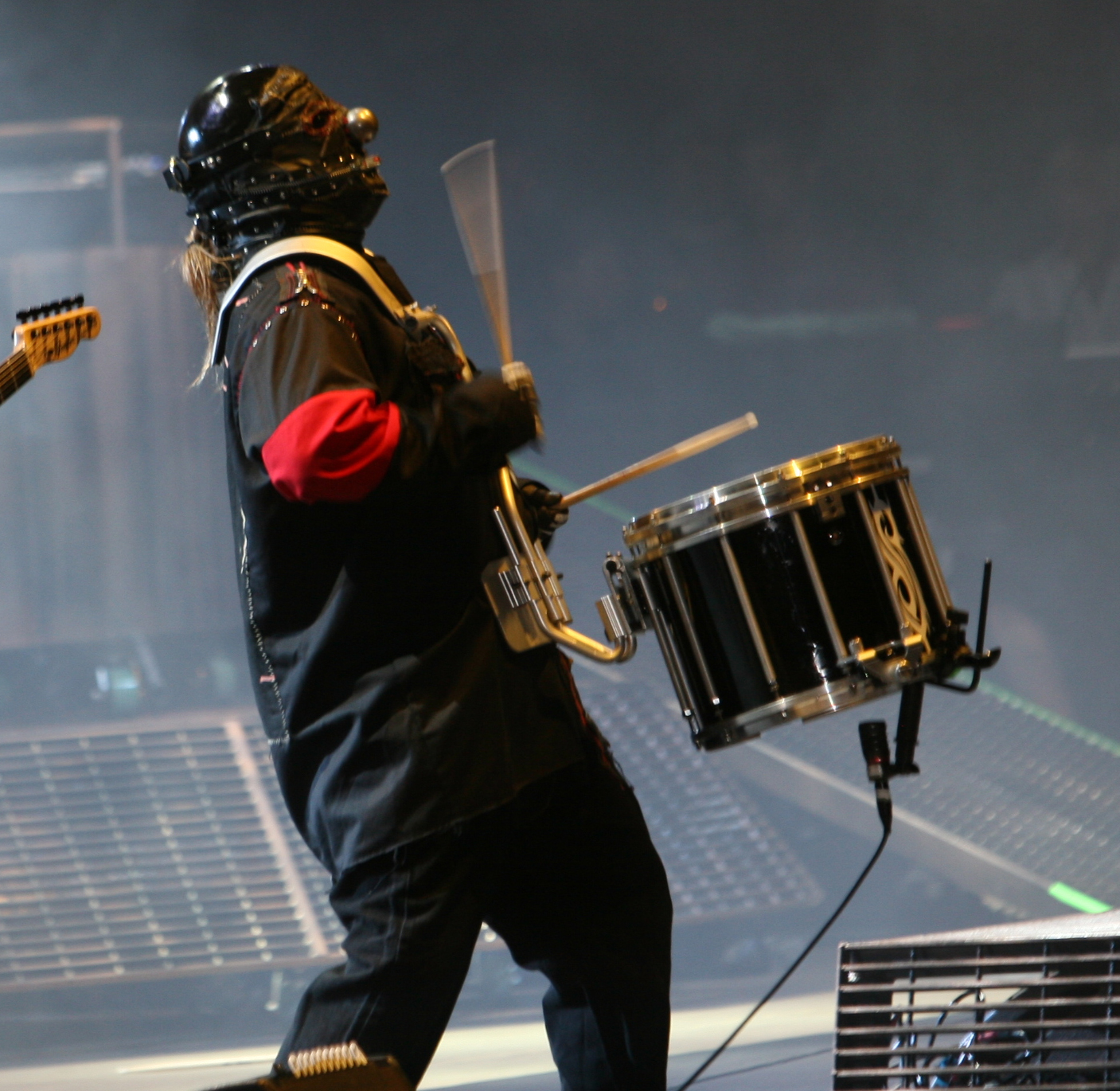
Shawn Crahan; * 24. September

- 23. September: Patrick Fiori, französischer Songwriter und Interpret
- 24. September: Shawn Crahan, US-amerikanischer Rockmusiker
- 26. September: Peter Asplund, schwedischer Trompeter, Bandleader und Komponist
- 26. September: Aurelio Martínez, honduranischer Musiker und Politiker († 2025)
- 29. September: Jon Auer, US-amerikanischer Musiker
- 30. September: Tammy Kernodle, US-amerikanische Musikwissenschaftlerin, auch Musikerin

### Oktober
- 01. Oktober: Heather Hunter, US-amerikanische Pornodarstellerin, Tänzerin und Sängerin
- 01. Oktober: Simone Stelzer, österreichische Schlagersängerin und Schauspielerin
- 02. Oktober: Badly Drawn Boy, britischer Musiker und Songwriter
- 05. Oktober: Giannis Kotsiras, griechischer Sänger und Komponist
- 09. Oktober: PJ Harvey, britische Sängerin und Songwriterin
- 10. Oktober: Antonio Pérez Abellán, spanischer Pianist und Musikpädagoge
- 13. Oktober: Rhett Akins, US-amerikanischer Countrysänger und Songschreiber

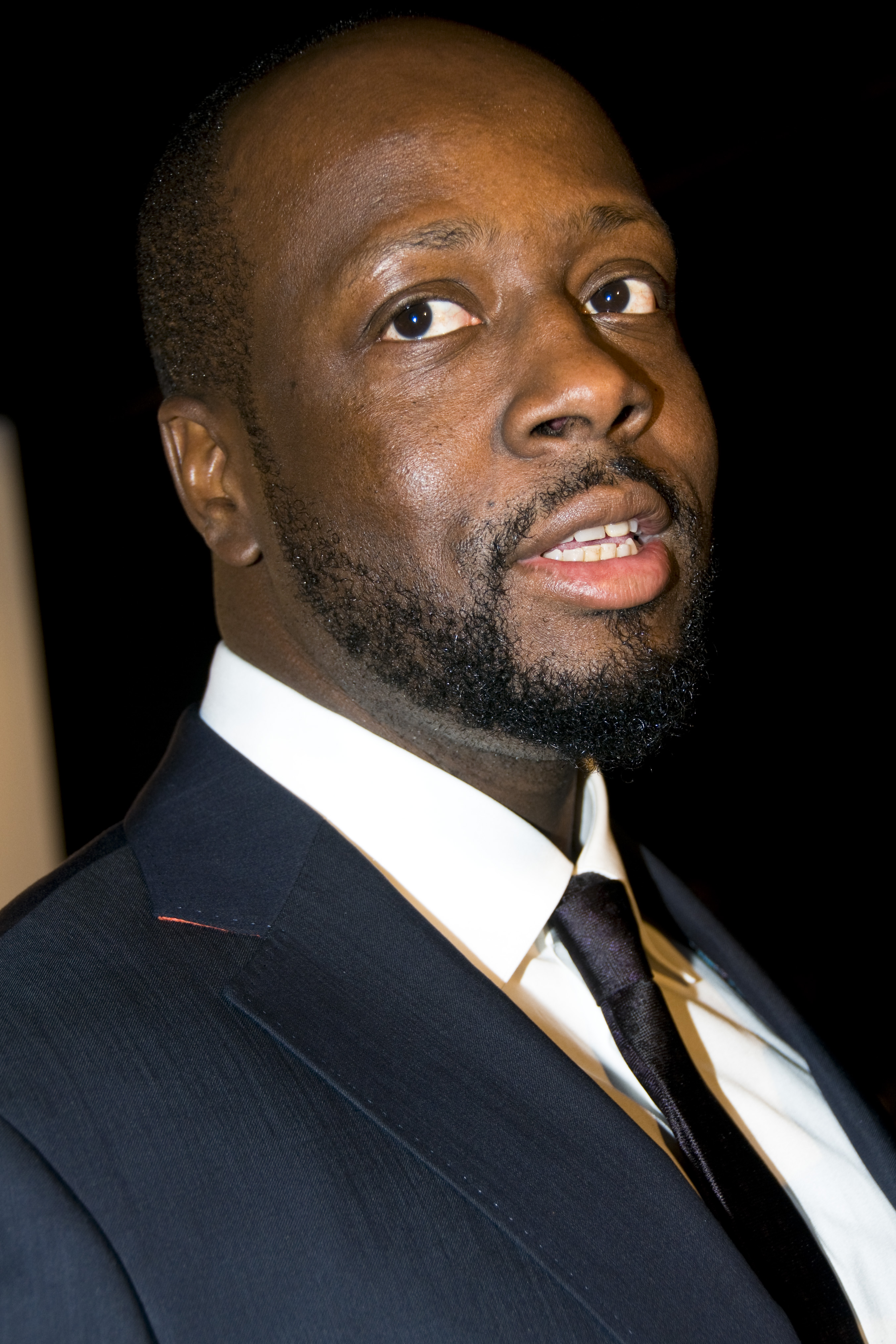
Wyclef Jean; * 17. Oktober

- 17. Oktober: Wyclef Jean, haitianischer Musiker, Songwriter und Produzent
- 22. Oktober: Florian Leis-Bendorff, deutscher Musiker († 2005)
- 22. Oktober: Helmut Lotti, belgischer Sänger
- 29. Oktober: DJ Sammy, spanischer DJ und Musikproduzent
- 30. Oktober: Jens Büchner, deutscher Schlagersänger († 2018)
- 30. Oktober: Philipp van Endert, deutscher Jazz-Gitarrist und Komponist
- 00. Oktober: Patrick von Blume, deutscher Schauspieler, Musiker und Sänger

### November
- 02. November: Reginald Arvizu, US-amerikanischer Musiker
- 03. November: Marcus Bartelt, deutscher Saxophonist, Komponist und Arrangeur
- 03. November: Robert Miles, italienischer Pop- und Dreamhouse-Musiker († 2017)
- 04. November: Sean Combs, US-amerikanischer Rapper
- 08. November: Rachel Bay Jones, US-amerikanische Schauspielerin und Sängerin
- 11. November: Tomas N’Evergreen, dänischer Sänger
- 18. November: Duncan Sheik, US-amerikanischer Singer-Songwriter und Gitarrist
- 29. November: Fredrik Ljungkvist, schwedischer Jazzsaxophonist und -klarinettist
- 30. November: Antonio Carbonell, spanischer Pop- und Flamencosänger

### Dezember
- 03. Dezember: Thomas Forstner, österreichischer Sänger
- 04. Dezember: Jay-Z, US-amerikanischer Rapper und Musikproduzent
- 05. Dezember: Ray Scott, US-amerikanischer Country-Musiker
- 15. Dezember: Nick Moss, US-amerikanischer Bluesmusiker
- 19. Dezember: Aziza Mustafa Zadeh, aserbaidschanische Komponistin, Pianistin und Sängerin
- 23. Dezember: Erik Brødreskift, norwegischer Extreme-Metal-Schlagzeuger († 1999)
- 25. Dezember: AnNa R., deutsche Sängerin und Texterin († 2025)
- 26. Dezember: Heike Aumüller, deutsche Künstlerin und Musikerin
- 30. Dezember: Jay Kay, Sänger der Popmusik-Gruppe Jamiroquai
- 30. Dezember: David Rawlings, US-amerikanischer Folkmusiker

### Genaues Geburtsdatum unbekannt
- Jörg Abbing, deutscher Organist und Musikwissenschaftler
- Michael Anderson, US-amerikanischer Jazztrompeter
- Can Atilla, türkischer Komponist und Musiker
- Regina Back, deutsche Musikwissenschaftlerin
- Oliver Biehler, deutscher Komponist
- Mirjam Boggasch, deutsche Musikpädagogin und Hochschulpräsidentin
- Jason Brown, britischer Musiker und College-Lehrer
- Bine Katrine Bryndorf, dänische Organistin und Hochschullehrerin
- Dušica Cajlan, deutsche Konzertpianistin (Improvisationsmusikerin)
- Christian Dörge, deutscher Schriftsteller, Theaterschauspieler, Theaterregisseur und Musiker
- Florian Edler, deutscher Musiktheoretiker und Hochschullehrer
- Niklas Eklund, schwedischer Trompeter († 2025)
- Hansjörg Fink, deutscher Posaunist und Komponist
- Frank Forst, deutscher Professor für Fagott und Musiker
- Markus L. Frank, deutscher Musiker und Dirigent
- He Cui, chinesischer Chengspieler, Musikpädagoge und -produzent
- Beat Herren, Schweizer Musikproduzent, DJ, Live-Act und Labelbetreiber
- Norbert Hoppermann, deutscher Kirchenmusiker und Komponist
- Oliver Kluge, deutscher Kirchenmusiker
- Martin Kondziella, deutscher Pianist, Organist und Kirchenmusiker
- Sibel Köse, türkische Jazzmusikerin (Gesang)
- Arjopa Limburg, deutsche Sängerin, Musikerin und Malerin
- Periklis Papapetropoulos, griechischer Musikpädagoge, Komponist und Lautenist
- Dirk Powell, US-amerikanischer Fiddle-, Banjo- und Akkordeonspieler, Musikpädagoge und Komponist
- Steven Ricks, US-amerikanischer Komponist und Musikpädagoge
- Jorge Sánchez-Chiong, venezolanischer Komponist, Turntablist, Musikpädagoge und Musiker
- Debbie Scerri, maltesische Sängerin
- Ulf-Guido Schäfer, deutscher Klarinettist, Arrangeur und Musikpädagoge
- Zsolt Sőrés, ungarischer Improvisationsmusiker, Verleger, Klang-, Performance- und Konzeptkünstler
- Tim Stolzenburg, deutscher Musiker
- Csaba Szigeti, ungarischer Sänger, Pianist und Komponist
- Robert Voisey, US-amerikanischer Komponist und Musikproduzent
- Titus Vollmer, deutscher Musiker und Filmkomponist
- Holger Wemhoff, deutscher Moderator, Sprecher und Autor

## Gestorben

### Januar
- 04. Januar: Paul Chambers, US-amerikanischer Jazz-Bassist (* 1935)
- 04. Januar: Arthur Loesser, US-amerikanischer Pianist, Musikpädagoge und -schriftsteller (* 1894)
- 09. Januar: Ladislav Vycpálek, tschechischer Komponist (* 1882)
- 17. Januar: Grażyna Bacewicz, polnische Komponistin (* 1909)
- 19. Januar: Alcide „Slow Drag“ Pavageau, US-amerikanischer Jazz-Bassist (* 1888)
- 23. Januar: Jaroslav Křička, tschechischer Komponist (* 1882)
- 27. Januar: Hanns Jelinek, österreichischer Komponist und Musikpädagoge (* 1901)
- 29. Januar: Julius Gold, US-amerikanischer Geiger, Musikwissenschaftler und -pädagoge (* 1884)
- 30. Januar: Fritzi Massary, österreichische Sängerin und Schauspielerin (* 1882)

### Februar
- 13. Februar: Georges Jouatte, französischer Tenor und Musikpädagoge (* 1892)
- 15. Februar: Pee Wee Russell, US-amerikanischer Jazzklarinettist (* 1906)
- 23. Februar: Joseph Messner, österreichischer Musiker und Komponist (* 1893)
- 26. Februar: Josef Ivar Müller, Schweizer Komponist (* 1892)

### März
- 11. März: Ella Scoble Opperman, US-amerikanische Musikpädagogin, Organistin und Pianistin (* 1873)
- 22. März: José Dolores Cerón, dominikanischer Komponist (* 1897)
- 27. März: David Lloyd, walisischer Sänger (Tenor) (* 1912)

### April
- 11. April: Herbie Haymer, US-amerikanischer Jazz-Tenorsaxophonist (* ca. 1936)
- 23. April: Krzysztof Komeda, polnischer Musiker (* 1931)
- 29. April: Julius Katchen, US-amerikanischer Pianist (* 1926)

### Mai
- 06. Mai: Jacques de la Presle, französischer Komponist und Musikpädagoge (* 1888)
- 09. Mai: Josef Jonsson, schwedischer Komponist (* 1887)
- 16. Mai: Helena Oleska, polnische Opernsängerin und Gesangspädagogin (* 1875)
- 19. Mai: Coleman Hawkins, US-amerikanischer Jazz-Musiker (* 1904)

### Juni
- 05. Juni: Karl Bleyle, österreichischer Musiker und Komponist (* 1880)
- 14. Juni: Roberto Firpo, argentinischer Tango-Musiker und -Komponist (* 1884)
- 14. Juni: Wynonie Harris, US-amerikanischer Blues-Sänger (* 1915)
- 16. Juni: Karl Schiske, österreichischer Komponist (* 1916)
- 22. Juni: Judy Garland, US-amerikanische Filmschauspielerin und Sängerin (* 1922)

### Juli
- 03. Juli: Hermann Grabner, österreichischer Komponist (* 1886)
- 03. Juli: Brian Jones, britischer Musiker (* 1942)
- 07. Juli: Gladys Swarthout, US-amerikanische Sängerin (* 1897)
- 10. Juli: Paul Heuäcker, deutscher Schachproblem- und Studienkomponist (* 1899)
- 21. Juli: Walter Hinrichsen, deutsch-amerikanischer Musikverleger (* 1907)
- 25. Juli: Douglas Moore, US-amerikanischer Komponist (* 1893)
- 28. Juli: Ernst Tittel, österreichischer Komponist, Organist und Musiktheoretiker (* 1910)
- 31. Juli: Alexandra, deutsche Sängerin (* 1942)

### August
- 02. August: Clarence Dickinson, US-amerikanischer Organist, Komponist und Musikpädagoge (* 1873)
- 06. August: Theodor W. Adorno, deutscher Soziologe, Philosoph und Komponist (* 1903)
- 07. August: Morris Goldenberg, US-amerikanischer Perkussionist und Musikpädagoge (* 1911)
- 07. August: Joseph Kosma, österreichischer Komponist (* 1905)
- 07. August: Russ Morgan, US-amerikanischer Bandleader, Pianist, Posaunist und Komponist (* 1904)
- 12. August: Hugh Hodgson, US-amerikanischer Musikpädagoge, Pianist, Dirigent und Komponist (* 1893)
- 13. August: Jacob do Bandolim, brasilianischer Mandolinist und Komponist (* 1918)
- 31. August: Ottmar Gerster, deutscher Komponist (* 1897)

### September
- 05. September: Henk Bijvanck, niederländischer Komponist (* 1909)
- 11. September: Leon Payne, US-amerikanischer Country-Musiker (* 1917)
- 18. September: Félix López, dominikanischer Songwriter (* 1917)
- 18. September: Rudolf Wagner-Régeny, deutscher Komponist rumänischer Herkunft (* 1903)
- 20. September: Jeanne Beijerman-Walraven, niederländische Komponistin (* 1878)
- 22. September: Bernd Scholz, deutscher Komponist (* 1911)
- 24. September: Rodolfo Biagi, argentinischer Tangomusiker (* 1906)
- 29. September: Andrej Stojanow, bulgarischer Komponist, Pianist und Musikpädagoge (* 1890)
- 30. September: Nikola Atanassow, bulgarischer Komponist und Musikpädagoge (* 1886)

### Oktober
- 03. Oktober: Skip James, US-amerikanischer Bluessänger, -gitarrist und -pianist (* 1902)
- 16. Oktober: Billy Munro, amerikanisch-kanadischer Pianist und Komponist (* 1894)
- 23. Oktober: Robert Dussaut, französischer Komponist und Musiktheoretiker (* 1896)
- 28. Oktober: Teodoro Fuchs, argentinischer Dirigent und Musikpädagoge (* 1908)

### November
- 04. November: Ferenc Szabó, ungarischer Komponist (* 1902)
- 18. November: Louis Dité, österreichischer Organist, Komponist und Musikpädagoge (* 1891)
- 18. November: Ted Heath, britischer Posaunist und Bandleader (* 1902)
- 23. November: Spade Cooley, US-amerikanischer Country-Musiker und Bandleader (* 1910)
- 24. November: Howell Glynne, walisischer Opernsänger und Gesangspädagoge (* 1906)

### Dezember
- 01. Dezember: Magic Sam, US-amerikanischer Blues-Gitarrist und -Sänger (* 1937)
- 06. Dezember: Walther Aeschbacher, Schweizer Dirigent und Komponist (* 1901)
- 06. Dezember: Hugo Hudec, österreichischer Komponist und Kapellmeister (* 1893)
- 10. Dezember: Franco Capuana, italienischer Dirigent und Komponist (* 1894)
- 20. Dezember: Adolf Vogel, deutsch-österreichischer Opernsänger (Bassbariton) (* 1897)
- 24. Dezember: Mary Barratt Due, norwegische Pianistin und Musikpädagogin (* 1888)
- 29. Dezember: José Echániz, kubanischer Pianist, Dirigent und Musikpädagoge (* 1905)

### Genaues Todesdatum unbekannt
- Bruno Bandini, argentinischer Bratschist, Dirigent und Musikpädagoge italienischer Herkunft (* 1889)
- Robert Fischer, deutscher Lehrer, Schul- und Chorleiter, Autor, Komponist und Politiker (* 1886)
- Karl Friedrich Paul, deutscher Kammersänger (* 1915)
- Andy Tipaldi, kanadischer Banjospieler (* 1894)